# Ванька и «Мститель»
«Ванька и Мститель» («Ванька Огнев и его собака Партизан») — советский немой художественный фильм, снятый режиссёром Акселем Лундиным в 1928 году в Киеве во Всеукраинском фотокиноуправлении (ВУФКУ) .
Экранизация повести Фёдора Васюнина «Ванька Огнев и его собака Партизан».
Премьера состоялась 4 марта 1928 (Киев) и 23 октября 1928 (Москва).

## Сюжет
Фильм о приключениях и подвигах подростков в эпоху Гражданской войны. Сирота Ванька Огнев работает сельским пастухом. В помощниках у него верный пёс по кличке Мститель. Однажды он спасает двух красных разведчиков, которых преследуют белогвардейцы. Спасенные красные бойцы берут его в свой отряд. Юный герой совершит несколько героических подвигов и в конце фильма будет представлен к высокой награде.
Кинофильм в конце 1920-х — начале 1930-х годов соперничал с такой популярной кинокартиной, как «Красные дьяволята».

## В ролях
- Володя Нольман,
- Павел Значковский,
- Т. Яворский,
- Дмитрий Федоровский,
- С. Мелещенко,
- Николай Садовский,
- Антон Клименко,
- М. Самарский,
- Вилькенс,
- Андрей Петровский,
- А. Ненюков.